# 暴想処女
『暴想処女』（ぼうそうしょじょ）は、酉川宇宙による日本のギャグ漫画。キャッチコピーは「エロおバカな純情劣情PLAY!!」。2007年に『別冊ヤングマガジン』（講談社）において読みきり掲載された後連載を開始、2009年2号より『週刊ヤングマガジン』に移籍、2011年17号まで連載された。話数カウントは「○発目」。サブタイトルは全て擬音である。

## 概要
椿葉高校に通う16歳の女子高生・牧野弥生は「20歳になるまでHをしてはならない。もし約束を破ればブスになり男性器がはえてくる。」という母親との約束により、処女を守ろうとする。そのため、時間があれば常に妄想し、周囲には暴走しているようにみられる場合が多い。
弥生に好意を抱く同じクラスの鈴木勇太は根は優しい好青年なのだが、そのルックスと不器用な自己表現から、クラスメイトや教師からは凶悪な不良と見られており、弥生からは彼女の処女を狙っているというあらぬ誤解を受けており、勝手に勘違いしピンチに陥ったと錯覚した弥生は、毎回プロ顔負けのテクニックを用いて鈴木を逆姦してしまう。

## 登場人物

### 中心人物
牧野 弥生（まきの やよい）
主人公で、椿葉高校に通う16歳。童顔美少女でナイスバディ、さらに優しく活発で曲がったことを許さない、一見すれば理想的な女子高生。しかし異常ともいえるほど負けず嫌いかつ思い込みが激しく、母親の「20歳になる前にHをすると男性器が生えてくる」という嘘を現在に至るまで信じ込み、成人するまで処女を守り抜くことを固く誓っている。自分に好意を寄せる鈴木の一挙手一投足を、自分の処女を狙ったものと被害妄想的に勘違いするあまり、「牧野イッキまーす！」という掛け声とともに鈴木に逆姦（挿入させていると錯覚させた上での性処理）を施し、鈴木の性欲を鎮めて純潔を守り抜く日々を送っている。
合気道の有段者であり、高校でも新体操部に所属し美麗な動きを見せる、抜群の身体能力を持つ。格闘ゲームが大好きな生粋のゲーマーであり、勉強そっちのけでゲームセンターに通い詰め練習を繰り返していることから、手先も非常に器用。持ち前の身体能力を活かしたゲームキャラコスプレも大好き。昼食はたいていうどん（つゆ持参）であり、漬物も月一で注文しているなど、和食が大好物で強いこだわりを持っている。
古今東西の故事に精通し、目の前にどんな障害が立ち塞がろうとも、負けず嫌いな性格から「やられる前にやる」ポリシーをもって立ち向かう、妥協を許さないアグレッシブな気質の持ち主。処女を死守することには一切の妥協はなく、逆姦時には鈴木の前で全裸になる、フェラチオ等の、挿入以外の行為に関しては一切の躊躇なく行うなど、手段は選ばない。性に関する興味は人並以上にあり、風俗雑誌、AV、近所のおばさんからの情報などから異常な量の性知識を身につけており、それが鈴木のあらゆる言動を卑猥な方向に聞き間違える要因となっている。逆姦の際にはその性知識をフル稼働させ、合気道や新体操で鍛えた抜群の身体能力と、ゲームで培った指使いを駆使して、毎回プロ顔負けの天才的テクニックを披露している。
鈴木に対しては勝手な思い込みで常に警戒しているが、ストーリーが進むにつれて純粋な好意を持ってるのではないかとたびたび葛藤するようになる。鈴木には厳しく当たるが、時より別の女に鈴木が愛そう良くしてると嫉妬をするようになる。最終章でママの嘘にやっと気が付き荒れかけてしまうが、ママの想いを知って「本当に好きな人が現れるまで純潔を守り抜く」決意を新たにし、鈴木に揺れる感情を抱きながら歩き出す。
鈴木 勇太（すずき ゆうた）
弥生の同級生。大柄かつ強面な男子生徒。喫煙者で口下手かつぶっきらぼうな性格で、頭に血が昇りやすくすぐ手が出ることから、周囲には不良として認識されていた。しかし本質は母子家庭の中で家事全般をこなし、大切な人を体を張って守ることができる、真面目かつ誠実な好青年である。彼も童貞であるが、高校の林間学校の肝試しでペアを組んだ弥生に逆姦され、必然的に弥生を意識するようになり、なんとかアプローチをかけようと頻繁に彼女と接触する。しかし弥生には「自分の処女を狙っている野蛮人」との思い込みを受けており、ありとあらゆる言動を卑猥な方向に勘違いされた末、毎度の如く逆姦される日々を送っている。
働きに出る母に替わって家事をこなしているため、料理が得意。ケンカも非常に強く、不良の間では名が知れている存在。また芸術的才能にも優れており、作中では絵画、陶芸、ピアノ、書道などにおいてその才能を発揮している。逆にPCなどの機械には弱い。前述の通り不器用な性格に加え、未成年ながら喫煙・飲酒癖があることで、教師や同級生からは避けられていたが、弥生の逆姦によるパフォーマンスでクラスメイトと馴染めるようになった。以来男女問わず交友関係は良好になっているのだが、当の弥生にだけは未だに誤解され続けるばかりか、話が進むにつれて「男女問わず欲望のままに犯し続ける性獣」と勝手な思い込みを増長されている。
なお本人は恋愛には奥手で、時折妄想する弥生との交際シーンは、性獣はおろか小学生レベルのものがほとんどである。故に弥生とは何度も関係を持っている（と誤解している）仲ながらも、改めて告白し純粋に交際したいと願っている。弥生の突然の逆姦に対しては、最初こそ理性的に対処しようとしていたが、結局弥生が挿入させたと感じた時点からまったく手も足も出なくなってしまう。更に天才・弥生のテクニックを受けた末にマゾへと目覚めてしまい、逆姦の際は完全に受身として従うようになってしまった。

### 椿葉高校
秋田（あきた）
弥生の同級生であり友達の女子。弥生には『秋ちゃん』と呼ばれている。金持ちで豪華な家に住むほか、別荘を所有している。鈴木の想いについては理解しており、時折恋の手助けを行っているのだが、それゆえ弥生の暴想にしばしば巻き込まれる。弥生に引けをとらないナイスバディの持主。
森川 太（もりかわ ふとし）
弥生たちのクラスメイトの男子。弥生や秋ちゃんには『モリモリ』と呼ばれている。秋ちゃんとともに弥生らと遊ぶことがあり、鈴木がモリモリの身体をも狙っていると弥生に勘違いされている。実際は鈴木とは一緒に昼食をとるなど親しい仲。基本的にいつも何か食べている無口な男で、擬音を発してコミュニケーションを図る。しかしその体型・性格とは裏腹に、元バレー部であり動作は非常に機敏。
輝山 光（てるやま みつる）
椿葉高校一の美少年。表向きは誠実そうだが、大人の女性をも手篭めにする本物のヤリチンであり、一部の男子の間では「キング・オブ・チ○コ in 椿高（ちんこう）」の異名で知られる。弥生の処女を実際に狙っている張本人であり、あの手この手を使って弥生を本能剥き出しに狙い続けているが、弥生のずれた性格やハプニングによってことごとく失敗に終わる。
美女を見つけては視姦し、絶ゆまぬ努力と周到な戦略をもって、女を落とすことに人生を傾ける真正の野蛮人。弥生並みにおっちょこちょいかつ負けず嫌いという一面もある。リアル志向ゆえに戦略の一環として、下剤の服用による本物の腹痛を頻繁に利用しているのだが、そのせいで実際に腹が弱くなっている。粗チンながらも卓越したセックステクニックを持つ。セックス中に口にする「不器用なもので」が口癖。
白百合 華枝（しらゆり はなえ）
園芸部員。パンク系ファッションを好む物静かなキャラだが、痔持ちという生々しい一面もある。感情を表には出さないが勘が鋭く、弥生の秘めたるエロさを本能で嗅ぎ取っている。輝山の本性を知りながらも彼を気に入り、女性慣れした輝山でさえも予想できないストーカー行為でアプローチをかける。
ナンシー・ブラウン
ハワイからの交換留学生。自由の国アメリカながらセックスや下ネタにフルオープンな性格で平然と鈴木の何をつかんだり人前で堂々と服を脱ぐ。下ネタが大好きなようで日本の性文化に対する興味が人一倍強くたまたま弥生の逆姦を目の当たりにし、弥生のことを「シショー」と呼び敬う。牧野はナンシーを間違った方向から正そうとするが、結果的に自分の暴走につきあわせる羽目となり、暴走を加速させたままアメリカへ帰って行った。

### 中心人物の家族
ママ
弥生の母であり、弥生に「20歳になる前にHをすると男性器が生えてくる」と嘘をついたことによる物語の遠因的な存在。未だ若々しくナイスバディの持ち主で、派手な下着を好む。旧姓は花沢。娘に適当な嘘を頻繁につくなど奔放な性格だが、夫や娘への愛情は深い。
若い頃は性に奔放だったが、遊びの付き合いから始まった現在の夫（弥生の父）の純粋さに本気で惹かれ、彼との初H時にそれまでの奔放さを後悔し身を固めた。弥生に対する嘘もその想いに起因するものだが、現在に至るまでその嘘を信じているとは夢にも思っていなかった。男慣れしているからか鈴木や輝山の本性を一目で正確に見抜くなど、人を見る目はある。鈴木の事は「好青年」と信頼しており、弥生を安心して任せられると考えている。
鈴木 直人（すずき なおと）
鈴木勇太の弟。遊び盛りな年頃だが、兄・勇太と交代で家事をしているだけあり、気配りのできる優しい性格。弥生とは兄が風邪で学校を欠席したためプリントを届けに来たことから、実の姉弟のように仲良くなり、弥生を勇太の彼女と誤解して余計な気遣いをする。

## その他
移籍前は1話完結だったが、移籍してからは前編－後編等数話連続の構成になった。ちなみに、鈴木の住むアパートの名前は榎本ハイツである。

## 書誌情報
- 全10巻。
  1. 2008年6月6日発売 ISBN 9784063616835
  2. 2009年2月6日発売 ISBN 9784063617559
  3. 2009年5月1日発売 ISBN 9784063617863
  4. 2009年8月6日発売 ISBN 9784063618150
  5. 2009年11月6日発売 ISBN 9784063618372
  6. 2010年2月5日発売 ISBN 9784063618662
  7. 2010年5月6日発売 ISBN 9784063618891
  8. 2010年8月6日発売　ISBN 9784063619225
  9. 2010年11月5日発売　ISBN 9784063619591
  10. 2011年4月6日発売　ISBN 9784063820201